# Luneau
Luneau ist eine französische Gemeinde mit 269 Einwohnern (Stand: 1. Januar 2022) im Département Allier in der Region Auvergne-Rhône-Alpes (vor 2016 Auvergne); sie gehört zum Arrondissement Vichy und zum Kanton Dompierre-sur-Besbre.

## Geographie
Luneau liegt etwa 60 Kilometer ostsüdöstlich von Moulins am Rand der Landschaft Bourbonnais. Umgeben wird Luneau von den Nachbargemeinden Saint-Léger-sur-Vouzance im Norden, Chassenard im Norden und Nordosten, L’Hôpital-le-Mercier im Nordosten und Osten, Vindecy im Osten und Südosten, Avrilly im Süden, Le Bouchaud im Südwesten, Neuilly-en-Donjon im Westen sowie Saint-Didier-en-Donjon im Nordwesten.

## Weblinks

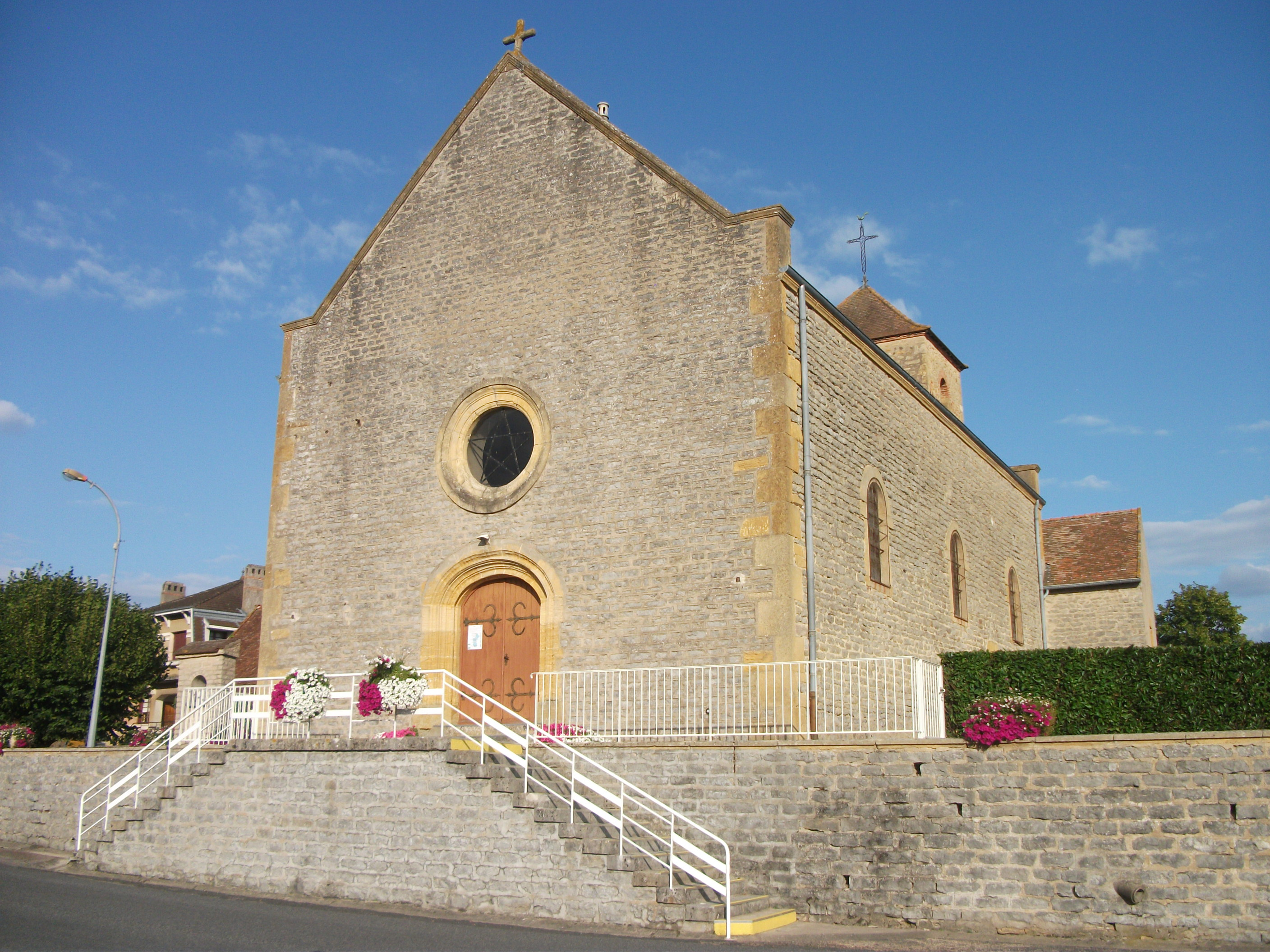
Kirche St-Pierre

## Bevölkerungsentwicklung
| Jahr                       | 1962 | 1968 | 1975 | 1982 | 1990 | 1999 | 2006 | 2011 | 2019 |
| Einwohner                  | 526  | 488  | 461  | 390  | 335  | 291  | 279  | 283  | 276  |
| Quellen: Cassini und INSEE |      |      |      |      |      |      |      |      |      |

## Sehenswürdigkeiten
- Kirche St-Pierre